# 자작역
자작역(自作驛)은 조선민주주의인민공화국 자강도 만포시에 위치한 철도역이다. 정진역으로 향하는 개천탄광선의 출발지점이기도 하며,조선총독부 철도에 의해 1933년 10월 15일에 개업되었다.